# اسکلیتون (تگزاس)
اسکلیتون، تگزاس(به انگلیسی: Skellytown, Texas) شهری در ایالت تگزاس از ایالات جنوبی ایالات متحده آمریکا است. در سرشماری سال ۲۰۰۰، جمعیت این شهر ۶۱۰ نفر اعلام شد.